# Liste der Kellergassen in Hohenau an der March
Die Liste der Kellergassen in Hohenau an der March führt die Kellergassen in der niederösterreichischen Gemeinde Hohenau an der March an.
| Foto |                 | Kellergasse                       | Standort                          | Beschreibung |
| ---- | --------------- | --------------------------------- | --------------------------------- | --- |
| ja   | Datei hochladen | Kellerberg, Kapellenweg, Adamstal | KG: Hohenau an der March Standort | Das Kellergassensystem liegt in Hanglage nordwestlich außerhalb des Orts. Es besteht aus sieben auf einer Fläche von etwa 100 mal 200 Metern hintereinander liegenden Kellerreihen (Kellerberg), einer 300 Meter langen einseitigen Kellerzeile (Kapellenweg) und einer 200 Meter langen einseitigen Kellerzeile (Adamstal). Insgesamt befinden sich hier 134 Gebäude, davon 27 Um- oder Neubauten. Die Keller sind mehrheitlich giebelständig. Ein Viertel der Keller sind erneuerungsbedürftig oder verfallen. Die älteste Datierung ist von 1788. Im Bereich Adamstal sind drei Keller als Fürstlich Liechtensteinsche Presshäuser denkmalgeschützt (Listeneintrag). |

| Foto:                    | Fotografie der Kellergasse (Gesamtheit). Klicken des Fotos erzeugt eine vergrößerte Ansicht. Daneben finden sich zwei Symbole: \| Weitere Bilder vorhanden \| Das Symbol bedeutet, dass weitere Fotos des Objekts verfügbar sind. Durch Klicken des Symbols werden sie angezeigt. \| \| Eigenes Foto hochladen \| Durch Klicken des Symbols können weitere Fotos des Objekts in das Medienarchiv Wikimedia Commons hochgeladen werden. \| |
| Name:                    | Bezeichnung der Kellergasse |
| Standort:                | Es ist die Katastralgemeinde (KG) angegeben. Durch Aufruf des Links Standort wird die Lage der Kellergasse in verschiedenen Kartenprojekten angezeigt. |
| Beschreibung             | Kurze Beschreibung der Kellergasse |
| Weitere Bilder vorhanden | Das Symbol bedeutet, dass weitere Fotos des Objekts verfügbar sind. Durch Klicken des Symbols werden sie angezeigt. |
| Eigenes Foto hochladen   | Durch Klicken des Symbols können weitere Fotos des Objekts in das Medienarchiv Wikimedia Commons hochgeladen werden. |